# Joyce Banda
Joyce Hilda Mtila Banda (Malemia, 12 april 1950) was tussen april 2012 en mei 2014 de president van Malawi. Ze is geen familie van voormalig president Hastings Banda.

## Biografie
Banda groeide op in Malemia, een stad in het district Zomba in Malawi. Op haar 25ste had ze drie kinderen en woonde in de Keniaanse hoofdstad Nairobi.
In 2011 richtte Banda de People's Party op. Dat deed zij nadat zij uit de regeringspartij - de DPP (Democratische Vooruitgangspartij) - werd gezet, omdat ze weigerde om de jongere broer van de toenmalige president Bingu wa Mutharika te erkennen als opvolger voor het presidentschap na de verkiezingen van 2014.
Nadat Mutharika op 5 april 2012 aan een hartaanval overleed, werd Banda op 7 april de eerste vrouwelijke president van het Afrikaanse land. Ze was eerder al vicepresident; de grondwet van Malawi schrijft voor dat deze de opvolger van het staatshoofd is.
In mei 2014 verloor Banda de presidentsverkiezingen van haar tegenstander Peter Mutharika van de DPP. Hoewel zij de uitslag bestempelde als frauduleus, accepteerde zij haar nederlaag. Op 31 mei 2014 droeg zij het presidentschap aan Mutharika over.  